# Drabóż (Stanisław Dolny)
Drabóż – przysiółek wsi Stanisław Dolny w Polsce, położony w województwie małopolskim, w powiecie wadowickim, w gminie Kalwaria Zebrzydowska. 
W latach 1975–1998 przysiółek położony był w województwie bielskim.
Drabóż leży na Pogórzu Wielickim (położony na wysokości 280–350 m n.p.m.), w północnej części Stanisława Dolnego.